# Bible de La Cava
Le Bible de La Cava appelée aussi Codex Cavensis, est un manuscrit biblique enluminé provenant d'Espagne et sans doute des Asturies, remontant au IXe siècle. Il est actuellement conservé à la bibliothèque de l'abbaye territoriale de la Sainte Trinité de Cava . 

## Historique
Le manuscrit ne contient pas de colophon qui permettrait de déterminer avec précision son origine. Celle-ci reste controversée. Le manuscrit est signé de la main d'un scribe du nom de Danila (f.166v). Son origine est certainement espagnole car il contient des gloses en arabe. Il pourrait avoir été produit à Oviedo ou dans sa région, car il contient à plusieurs reprises des croix qui sont par ailleurs caractéristiques de l'art asturien. Cependant, les croix représentées dans le manuscrit semblent plus proches de modèles wisigothiques dont pourraient être issue cette bible. Un consensus existe pour localiser sa production dans un scriptorium monastique du royaume d'Alphonse II des Asturies. L'une de gloses du texte fait allusion à la théorie de la prédestination développée par Gottschalk d'Orbais qui a été condamné au concile de Mayence en 848. Le manuscrit est donc sans doute antérieur à cette date. 
Des annotations dans une écritures d'origine bénéventine remontant au XIIe siècle semble indiquer que le manuscrit est présent dans le monastère italien de Cava dès cette époque. Cependant, les raisons de ce déplacement vers l'Italie reste obscures. Il pourrait avoir suivi le parcours de l'antipape Grégoire VIII, autrement appelé Maurice Bourdin. Il s'agit d'un moine clunisien français qui a suivi Bernard d'Auch en Espagne, devenu évêque de Coimbra puis archevêque de Braga qui, après avoir été nommé pape par Henri V du Saint-Empire en 1118, s'est retiré à la fin de sa vie au monastère campanien. 

## Description

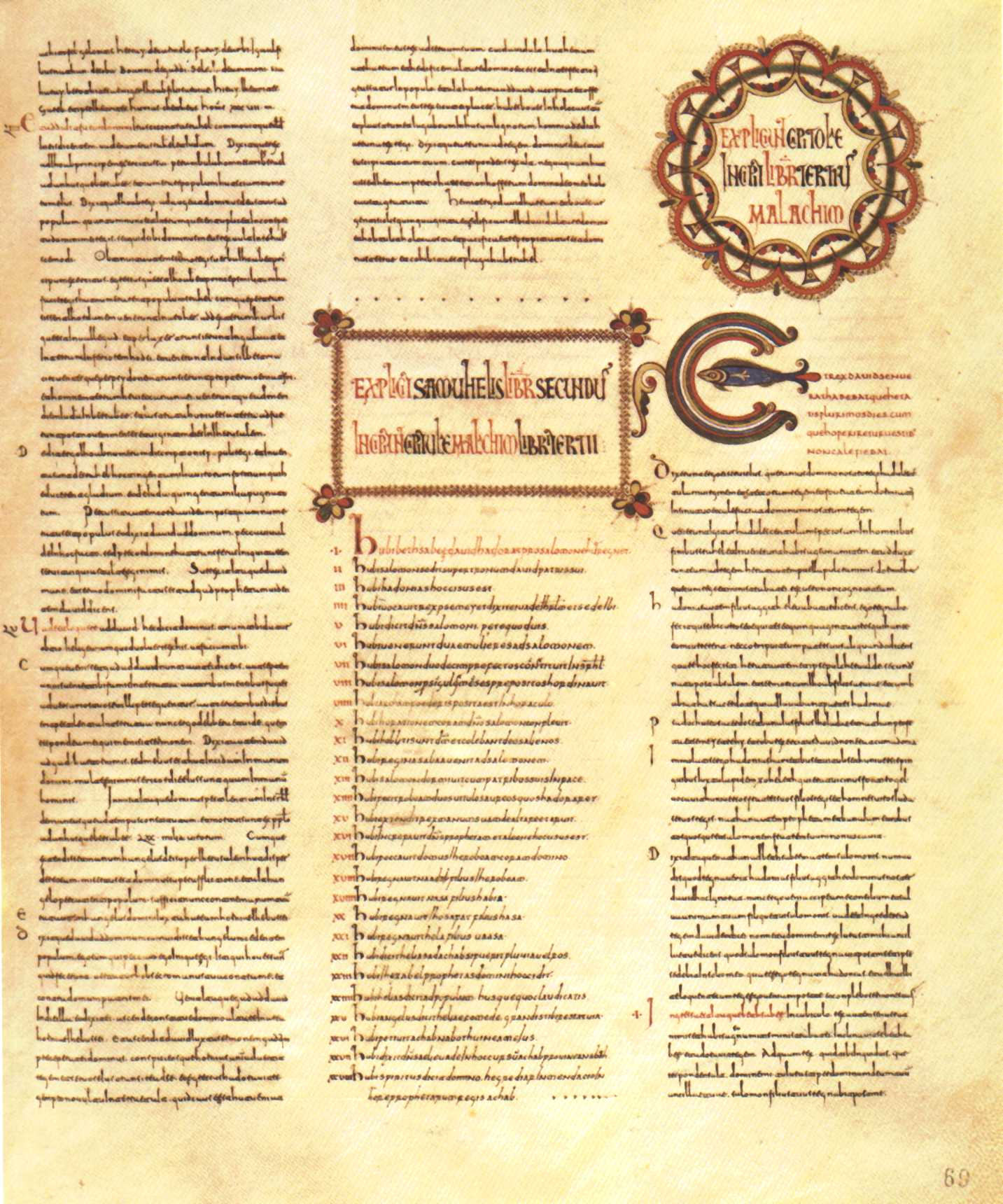
Fin du livre des Rois II et début du livre des Rois III, f.69r.

Le texte du manuscrit mélange plusieurs types d'écritures : la capitalis rustica, l'onciale, la demi onciale. Ces écritures sont disposées en trois colonnes, reprenant le modèle antique. Le texte est complété par des gloses en arabe. Deux folios sont teintés de bleu (f.220-221) et trois de pourpre (f.194, 224, 253) : il reprend une tradition antique des manuscrits de luxe auparavant écrit à l'encre d'or sur fond pourpre. Le texte prend lui-même parfois la forme d'une croix, comme au folio 220.
Plusieurs croix décorent l'ouvrage : en frontispice (f.1v), en introduction au livre des prophètes (f.143r) ou encore en encadrement de titre des psaumes (f.100v). Ces décorations rappellent l'art asturien et plus particulièrement les décorations de la l'église Saint-Julien-des-Prés d'Oviedo,. 
Les décorations, notamment les lettrines, ne montrent aucune influence de l'enluminure carolingienne qui a cours en Europe du nord à la même période, mais au contraire, se rapproche de l'enluminure plus ancienne et notamment mérovingienne. Cette proximité s'explique sans doute par une origine commune, sans pour autant qu'il y ait eu une influence réciproque,.